# 6e régiment de cuirassiers
Das 6e régiment de cuirassiers („6. Kürassierregiment“) war ein Verband der französischen Panzertruppe. 1635 als Dragoner aufgestellt, 1646 in die schwere Kavallerie übernommen und mit dieser 1803 zu Kürassieren umgerüstet, wurde das Regiment kurz vor dem Zweiten Weltkrieg mechanisiert und danach mit Panzern ausgestattet. Bis zu seiner endgültigen Auflösung 1994 diente es Frankreich in fast allen seinen Kriegen.

## Name
- 1635: Aufstellung als dragons du cardinal durch Kardinal Richelieu
- 1638: fusiliers à cheval de son eminence (Berittene Füsiliere des Kardinals)
- 1643: fusiliers à cheval du Roi (aufgrund Übernahme der Inhaberstellung durch den König nach dem Tod des Kardinals im Vorjahr)
- 1646: régiment du roi-cavalerie (nach Übernahme in die Linienkavallerie)
- 1. Januar 1791:  6e régiment de cavalerie  (aufgrund der Abschaffung aller aristokratischer Regimentsnamen)
- 1803: 6e régiment de cuirassiers (aufgrund Umwandlung der Linienkavallerie in Kürassiere)
- 1814: régiment colonel-général (während der ersten Restauration)
- 1815: régiment de Condé-cavalerie (durch Verschmelzung mit dem „3e régiment de cuirassiers“ während der zweiten Restauration)
- 1830: 6e régiment de cuirassiers
- 1942 bis 1943 und 1944 bis 1951: aufgelöst
- 1951: 6e régiment de cuirassiers
- 1963–1964: aufgelöst
- 1964: 6e régiment de cuirassiers (durch Umwandlung des 8e régiment de dragons)
- 1994: 6e-12e régiment de cuirassiers (durch Verschmelzung mit dem  12e régiment de cuirassiers unter interner Fortführung der jeweiligen Tradition beider Regimenter durch  «Groupe d'Escadrons cuirassiers»)
- 19. Juli 2009: Herauslösung der Teile des 6e régiment de cuirassiers und  Auflösung in Saumur.

## Mestres de camp/Colonels/Chefs de brigade
Mestre de camp war die Rangbezeichnung für den Regimentsinhaber und/oder den tatsächlichen Kommandanten. Sollte es sich bei dem Mestre de camp um eine Person des Hochadels handeln, die an der Führung des Regiments kein Interesse hatte (wie z. B. der König oder die Königin) so wurde das Kommando dem Mestre de camp lieutenant (oder Mestre de camp en second) überlassen. Die Bezeichnung Colonel wurde von 1791 bis 1793 und ab 1803 geführt, von 1793 bis 1803 verwendete man die Bezeichnung Chef de brigade. Ab 1791 gab es keine Regimentsinhaber mehr.
- 1791: Colonel Charles-Francois-Marie-Joseph de Dorthan
- 1791: Colonel de Beaurecueil
- 1792: Colonel de la Hitte
- 1792: Colonel Duverger
- 1792: Colonel Jacques Marie Joseph Conigliano-Carenthal
- 1793: Chef de brigade Tardieu
- 1794: Chef de brigade Pelletier
- 1799: Chef de brigade (ab 1803 Colonel) Cacatte
- 1805: Colonel Rioult d'Avenay
- 1807: Colonel d’Haugéranville
- 1809: Colonel Isidore Martin

...
- 1848: Colonel Salle
- 1854: Colonel Crespin
- 1856: Colonel Bonnard de Brosse de Labarge
- 1859: Colonel de Laroque Latour
- 1866: Colonel Martin
- 1871: Colonel Dulac
- 1879: Colonel Thibault de la Rochethulon
- 1876: Colonel Thomas
- 1882: Colonel Bossan
- 1884: Colonel Haubt
- 1892: Lieutenant-Colonel Rouvray
- 1900: Colonel Petit
- 1905: Colonel Rossignol
- 1911: Colonel de Place

...
- 1972: Lieutenant-Colonel, dann Colonel Rinjonneau
- 1974: Colonel Gamache
- 1976: Lieutenant-Colonel Soulet
- 1978: Colonel Stibio (Couvron, Olivet)
- 1980: Lieutenant-Colonel, dann Colonel de Ravinel
- 1982: Lieutenant-Colonel, dann Colonel Triquiniaud
- 1984: Colonel Pougin de la Maisonneuve
- 1986: Lieutenant-colonel, dann Colonel Raynaud

## Garnison
- 1819: Colmar
- 1856–1870: Dole, Pont-à-Mousson
- 1873–1879: Quartier Ordener in Senlis
- 1879–1914: Provins, Camp de Chalons, Sainte-Menehould
- 1914–1918: Ersatzbataillonskader in Sainte-Menehould
- 1919–1939: Verdun
- 1951–1963: Sissonne
- 1964–1968: Merzig und Saarburg
- 1969–1979: ehemaliger USAF-Stützpunkt Quartier Mangin in Laon-Couvron und in Aumencours
- ab Juli 1979: Quartier Valmy in Olivet (Loiret)

## Gefechtskalender

### Krieg der Fronde
- 15. Dezember 1650: Schlacht bei Rethel

### Ancien Régime
- 1740–1746: Österreichischer Erbfolgekrieg

1745: Schlacht bei Fontenoy
- 1757–1763: Siebenjähriger Krieg

1760: Gefecht bei Korbach

### Koalitionskriege (1792 bis 1815)
- 1794: Schlacht bei Fleurus
- 1800: Schlacht bei Hohenlinden
- 1805: Schlacht bei Caldiero,
- 1809: Schlacht bei Wagram – Schlacht bei Aspern
- 1812: Russlandfeldzug – Schlacht bei Borodino
- 1813: Feldzug in Deutschland – Völkerschlacht bei Leipzig
- 1814: Feldzug in Frankreich – Gefecht bei Claye und Gefecht bei Villeparisis
- 1815: Feldzug in Belgien – Schlacht bei Waterloo.

### Restauration (1815 bis 1848)
- Schlacht von Trocadero

### Zweites Kaiserreich
- Am Krimkrieg nahm das Regiment nicht teil.
- Im Deutsch-Französischen Krieg ging es nach der Schlacht bei Sedan in deutsche Gefangenschaft.

### Erster Weltkrieg

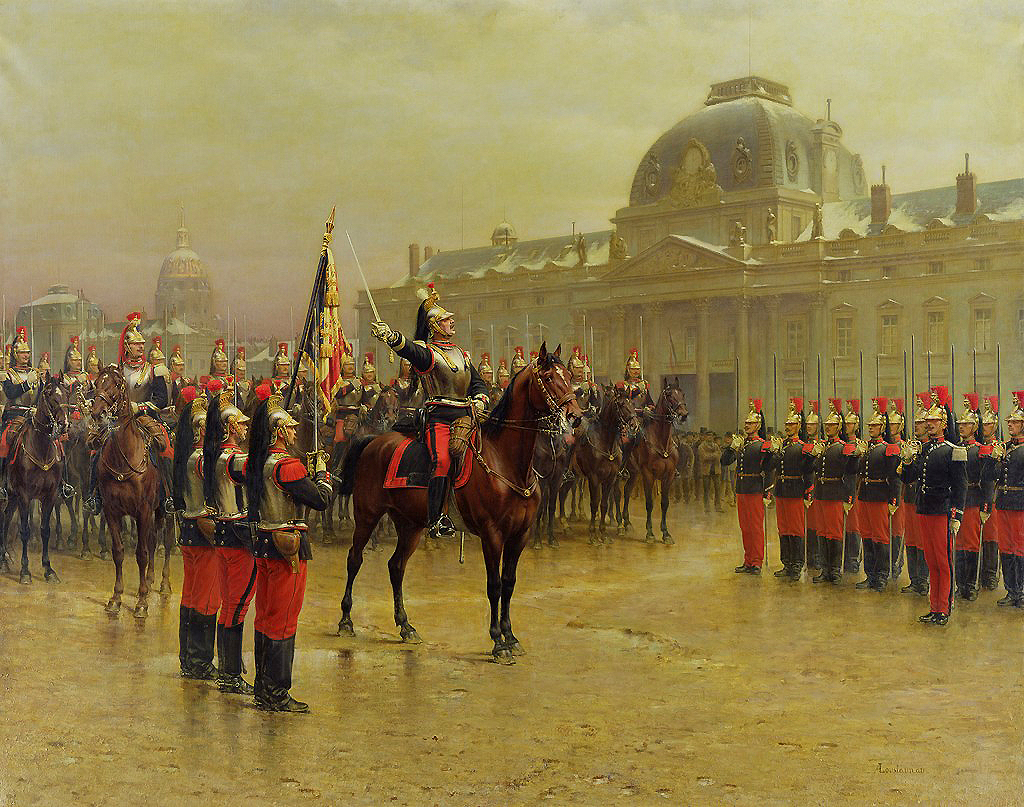
Vereidigung der Rekruten des Regiments im Hof der École militaire, Gemälde von Louis Auguste Loustaunau, 1887.

Nach der langen Friedensperiode ab 1871 nahm das Regiment im Ersten Weltkrieg an folgenden Aktionen teil:
- Mobilmachung

Das 6ecuir – so die im französischen Militärjargon gebräuchliche Abkürzung – war bei der Teilmobilmachung am 30. Juli 1914 der 4e division de cavalerie unter Général Abonneau zugewiesen. Zusammen mit dem 3e cuirassiers bildete es die 3e Brigade de Cuirassiers. Die Einheiten bereiteten sich auf eine eventuelle Generalmobilmachung vor. Am 31. Juli marschierte das Regiment nach Osten und traf in Billy-sous-Mangienne an der Maas ein, wo es bis zum 6. August, dem Tag der Generalmobilmachung und der Kriegserklärung in Bereitschaft lag.
- August 1914

Schlacht in den Ardennen
Schlacht bei St. Quentin (1914)
- September 1914

Erste Schlacht an der Marne
- Oktober – November 1914

Kämpfe im Artois
Erste Flandernschlacht
- Dezember 1914 – Februar 1915

Stellungskämpfe in Flandern
- April – September 1915

Stellungskämpfe im Artois
- September – Oktober 1915

Herbstschlacht in der Champagne
- Oktober 1915 – Juni 1916

Stellungskämpfe in der Champagne
- Juni – September 1916

Schlacht an der Somme
- November 1916

Stellungskämpfe an der Somme
- Dezember 1916 – Januar 1917

Kämpfe an der Aisne
- Januar – März 1917

Verlegung zur Ausbildung nach Provins
- April 1917

Schlacht von Arras (1917)
- Mai – November 1917

Stellungskämpfe in der Champagne
- November – Dezember 1917

Schlacht bei Cambrai
- Dezember 1917 – Januar 1918

Stellungskämpfe in der Champagne
- Ende März – Anfang April 1918

Schlacht an der Avre
- Ende Mai – Anfang Juni 1918

Schlacht am Chemin des Dames
- Juli 1918

Schlacht bei Soissons
- August 1918

Schlacht bei Montdidier
- September – November 1918

Kämpfe in Flandern
- November 1918 – März 1919

Nach dem Waffenstillstand folgte das Regiment den abziehenden deutschen Truppen durch Belgien, passierte Brüssel am 21. November, Lüttich am 2. Dezember und erreichte über Aachen schließlich den Rhein, wo es der Besatzungsarmee zugeteilt wurde. Am 24. März 1919 wurde die Einheit in Bingen durch den Général Mangin mit der Fourragère für die zweimalige Erwähnung im Armeebericht ausgezeichnet.
Das Regiment hatte an Gefallenen zu verzeichnen:
007 Offiziere
013 Unteroffiziere
007 Brigadiers
105 Reiter

### Zwischenkriegszeit
Ab Juli 1935 bildete das Regiment zusammen mit dem 4e régiment de dragons portés und dem 74e régiment d'artillerie die 2. Brigade der zur 1re division légère mécanique als Prototyp einer motorisierten Division umformierten 4e division de cavalerie.

### Zweiter Weltkrieg
Das Regiment nahm am Zweiten Weltkrieg teil und wurde 1942 vorübergehend aufgelöst, 1943 neu aufgestellt und 1944 wieder aufgelöst.

### Nachkriegszeit
1951 wieder aufgestellt, 6e Cuir  während des Algerienkriegs aus seinem Standort Camp de Sissonne nach Algerien in den Bereich Mondovi verlegt und in ein Marschbataillon umgewandelt. Bei Kriegsende war es zunächst mit erbeuteten Panzern vom Typ Panther (Ausf. A & G ausgerüstet.) Ende 1956, Anfang 1957 erhielt es den alten Status als Kavallerieregiment zurück. Der Regimentsstab lag in Guébar. Im Jahre 1963 erfolgte die Rückverlegung nach Frankreich, anschließend wurde das Regiment in Sissonne aufgelöst, das Personal auf andere Kavallerieregimenter aufgeteilt.
Am 1. Februar 1964 wurde das 8e régiment de dragons in Saarburg in ein Kürassierregiment umgewandelt und erhielt den Namen 6e régiment de cuirassiers. Es nahm an NATO-Manövern in Münsingen, Sissonne, Mailly und in Baumholder teil.
Im Jahr 1994 erfolgte die Zusammenlegung mit dem 12e régiment de cuirassiers zum 6e-12e Régiment de Cuirassiers, die Tradition des Regiments wurde von der Groupe d'escadrons-6e cuirassiers fortgesetzt. Nach der Herauslösung der Komponente der 6er Kürassiere wurde das nunmehr wieder aktive Regiment am 19. Juli an der Panzertruppenschule in Saumur aufgelöst.

## Großgerät
1964 verfügte das Regiment über drei Escadrons mit Panzern M47, eine Escadron mit Raketenjagdpanzern AMX 13 D, sowie eine Stabs- und Versorgungsecadron. 1969 wurde das Regiment auf 52 Kampfpanzer AMX-30 in vier Escadrons und 12 Schützenpanzern AMX-10 P in der 5. Escadron umgerüstet. Dazu kam noch die Stabs- und Versorgungsschwadron. Bei seiner Auflösung war das Regiment mit dem Kampfpanzer Leclerc ausgestattet.

## Inschriften auf  der Standarte

Standarte des Regiments

Die Standarte des Regiments trägt auf der Rückseite in goldenen Lettern die Namen der Schlachten, an denen es ehrenvoll teilgenommen hat.
- FLEURUS 1794
- HOHENLINDEN 1800
- WAGRAM 1809
- MOSKOWA 1812
- L'AVRE 1918
- L'AISNE 1918
- MONTDIDIER 1918
- AFN 1952–1962

## Auszeichnungen
- Das Fahnenband ist dekoriert mit:

dem Croix de guerre 1914–1918, mit zwei Palmenzweigen und einem vergoldeten Stern 
dem Croix de guerre 1939–1945 mit einem Palmenzweig 
- Die Angehörigen des Regiments haben das Recht, die Fourragère in den Farben des  Croix de guerre 1914–1918 zu tragen.

## Uniformen des Ancien Régime

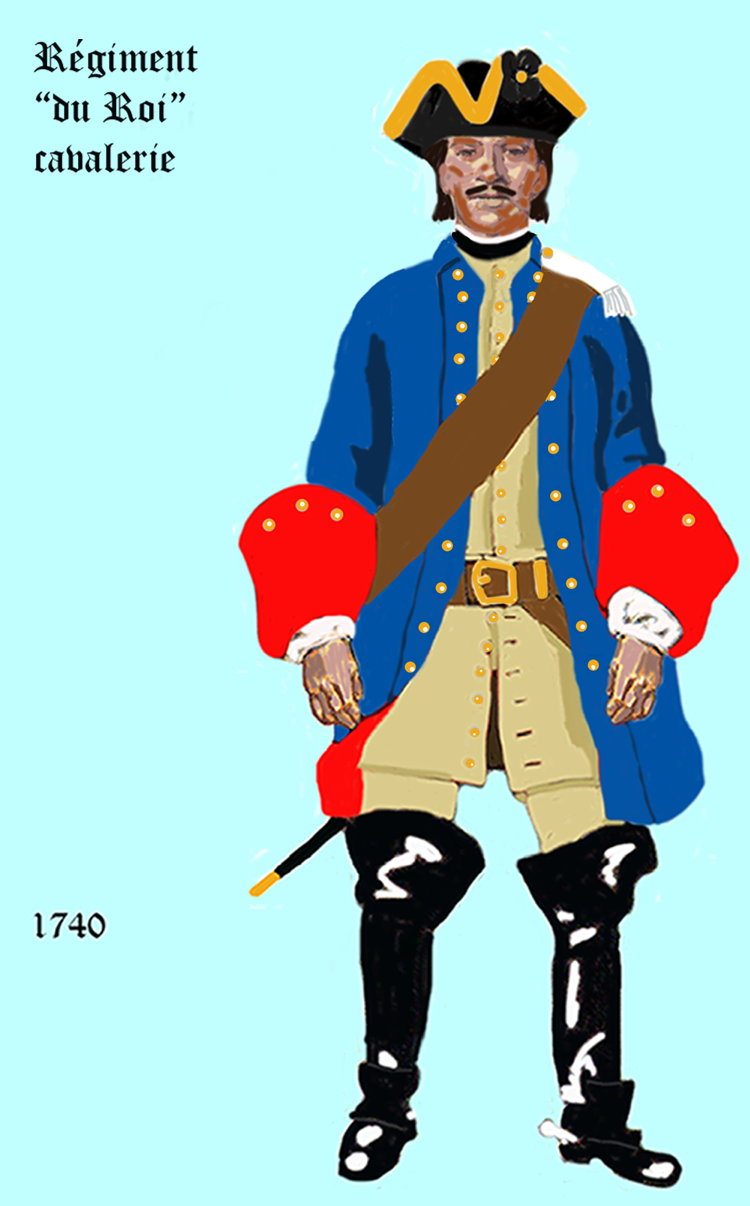
Um 1740
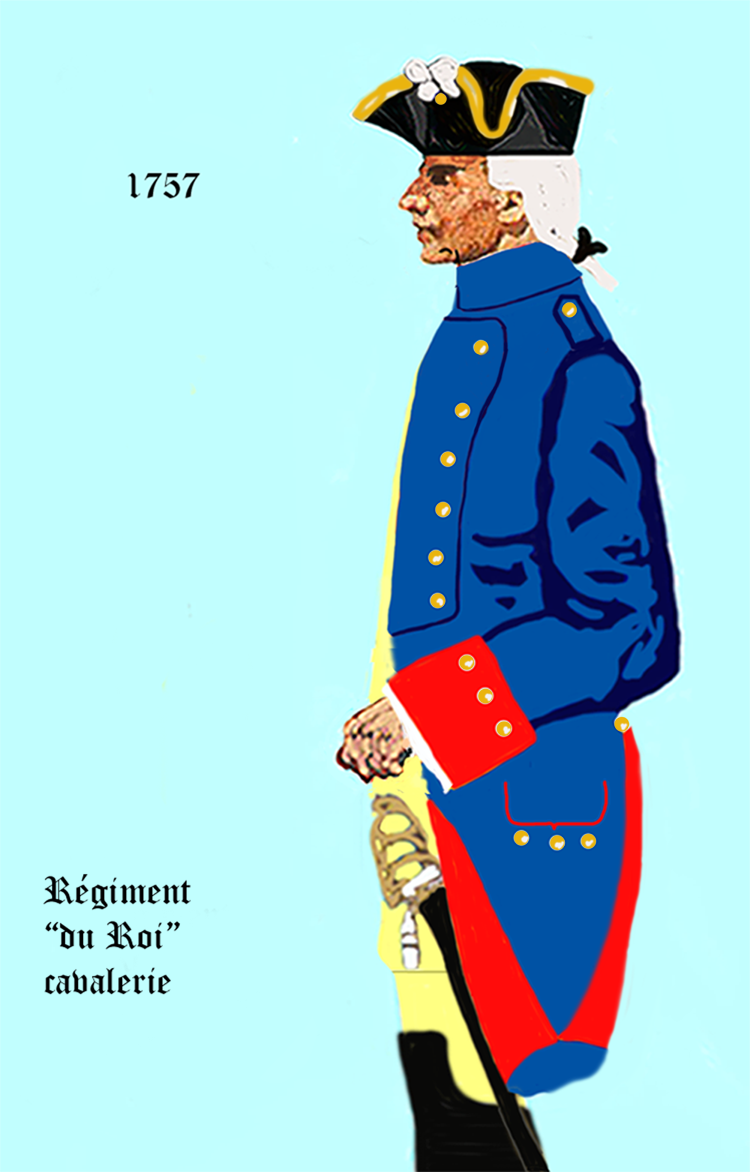
Uniform 1757–1762
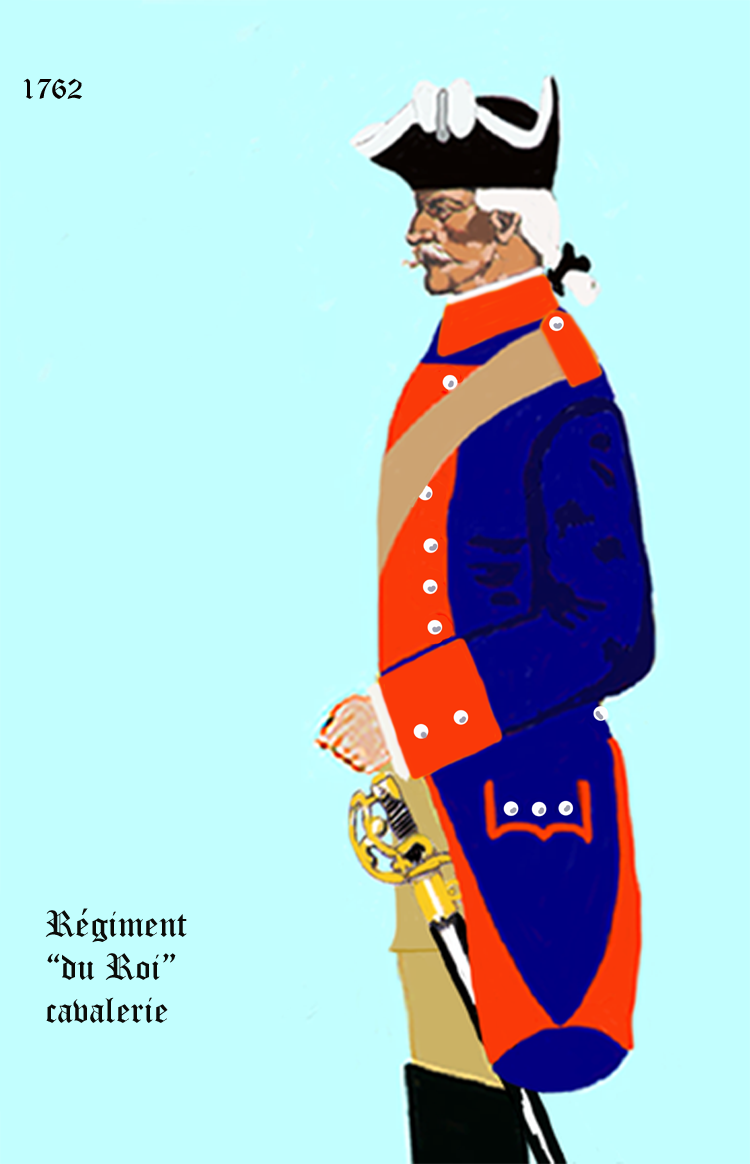
Uniform 1762–1767
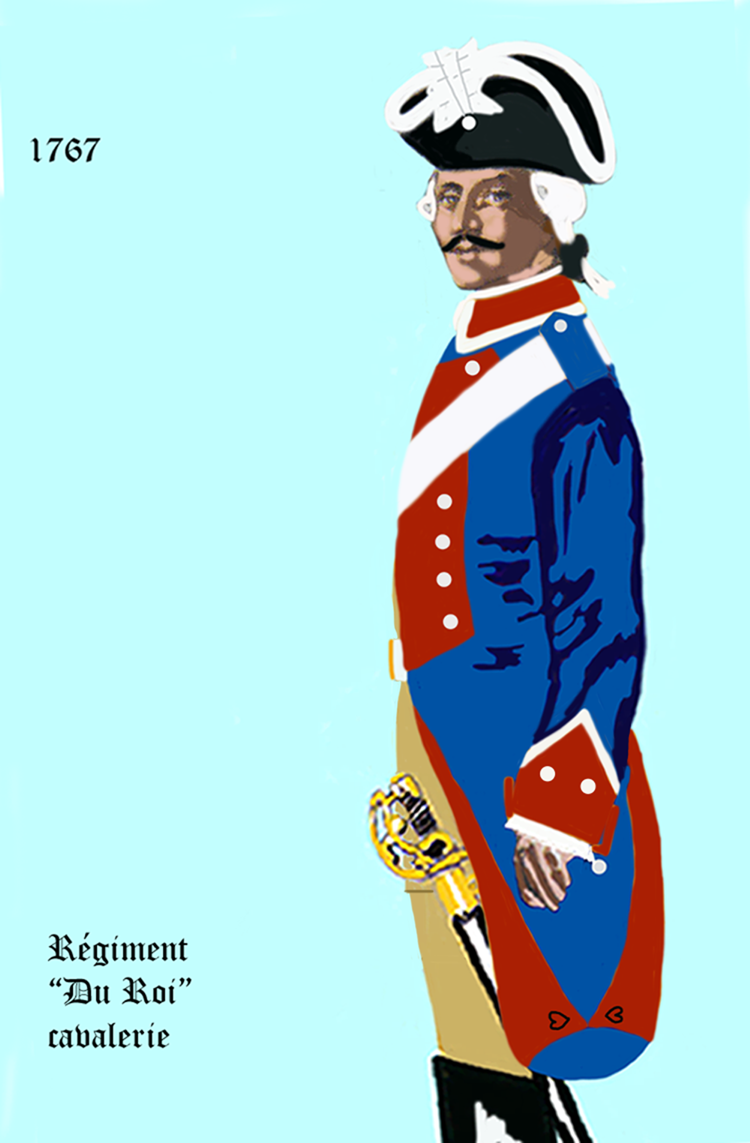
Uniform 1767–1776
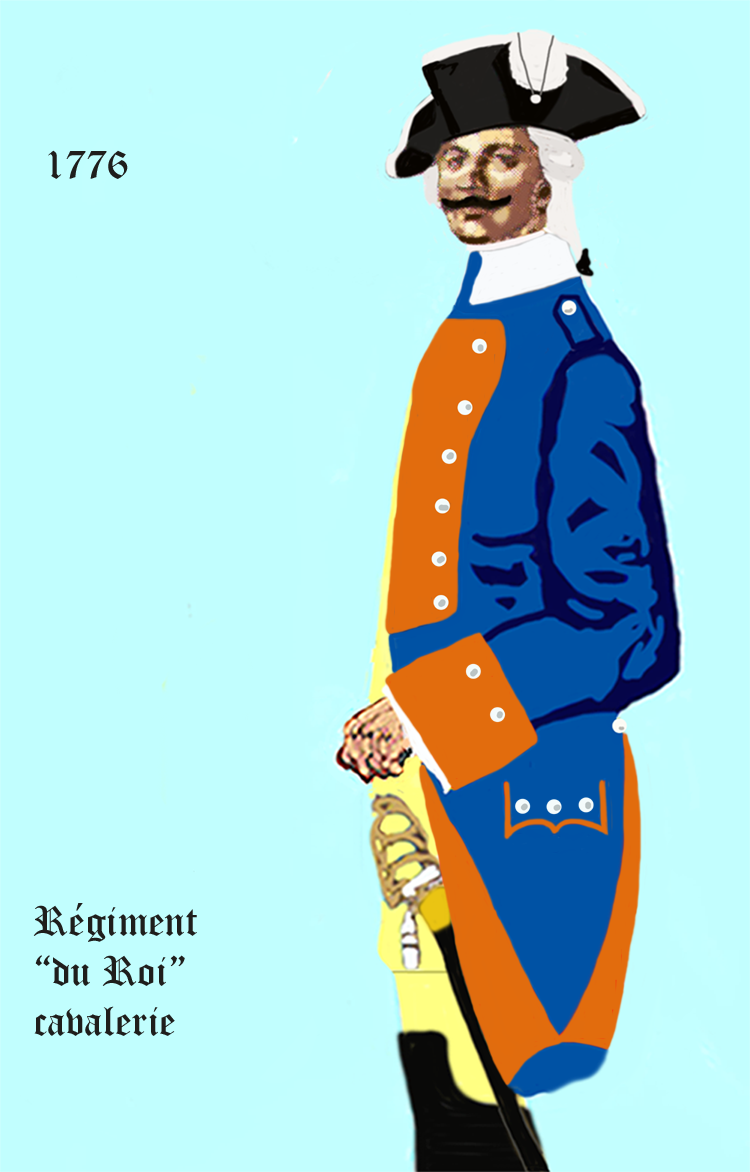
Uniform 1776–1779
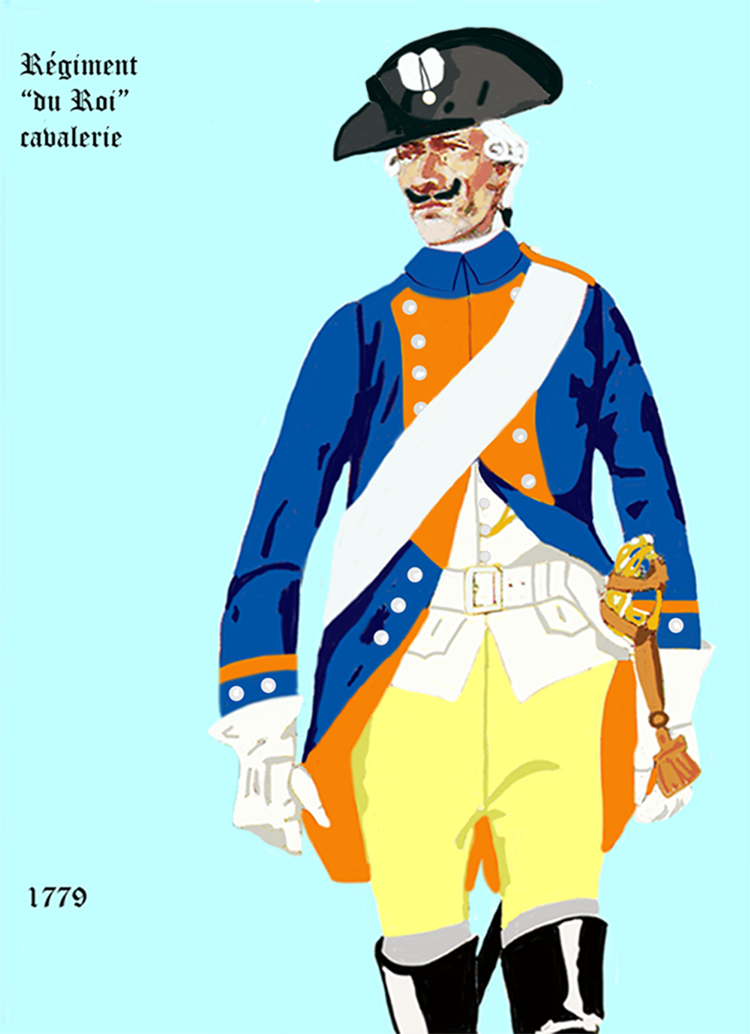
Uniform 1779–1786
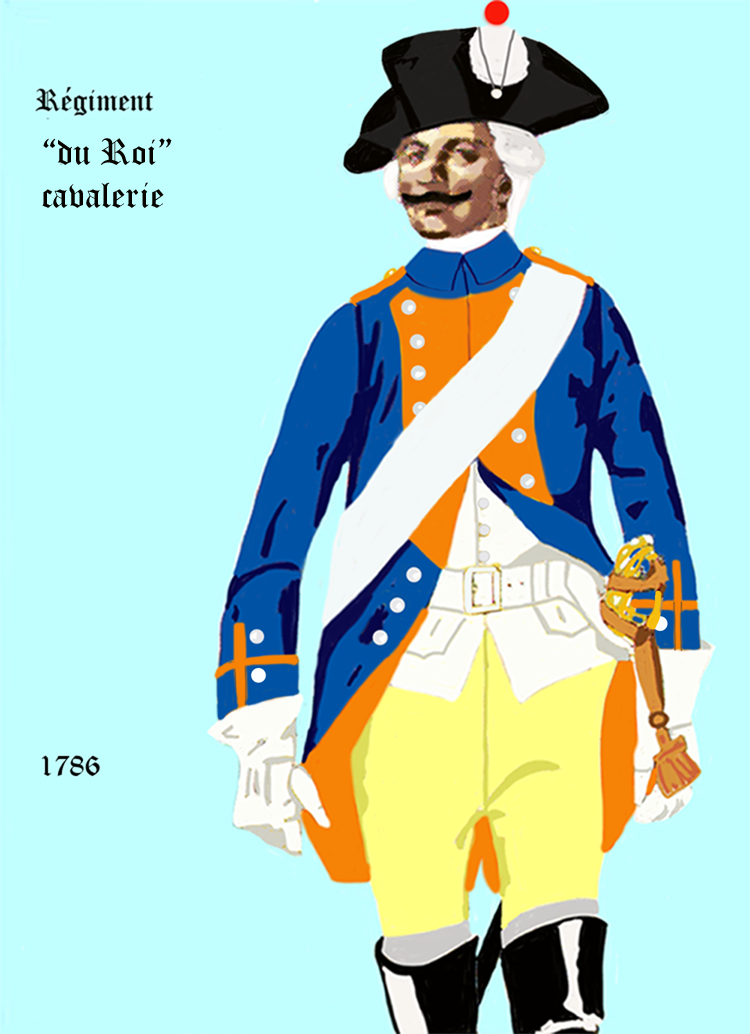
Uniform 1786–1791
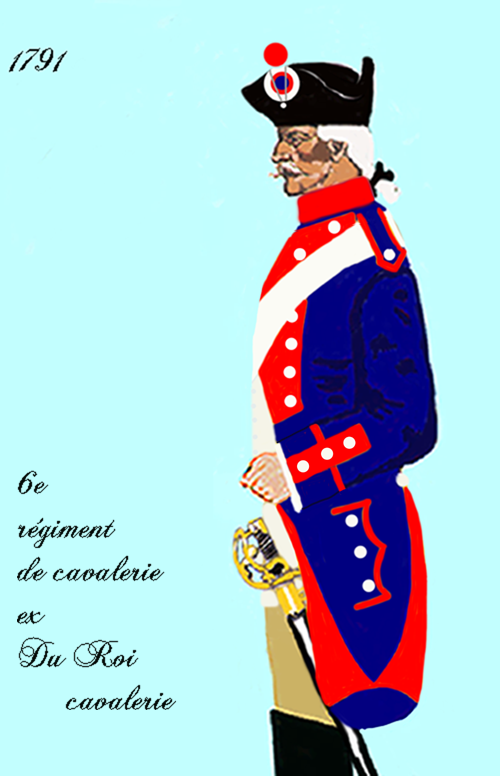
Uniform 1791–1792

## Standarten des Ancien Régime

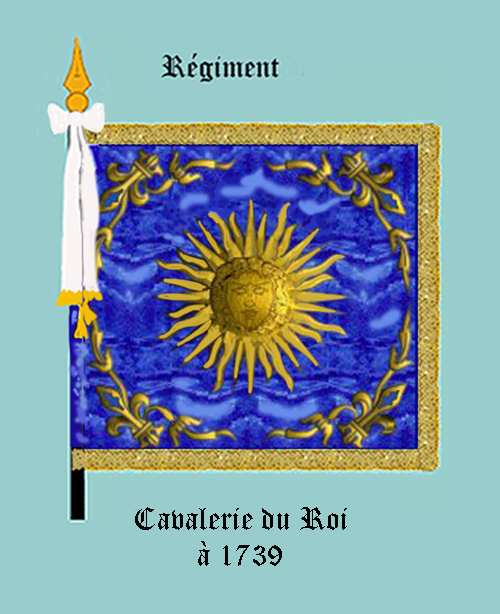
Vorderseite bis 1739
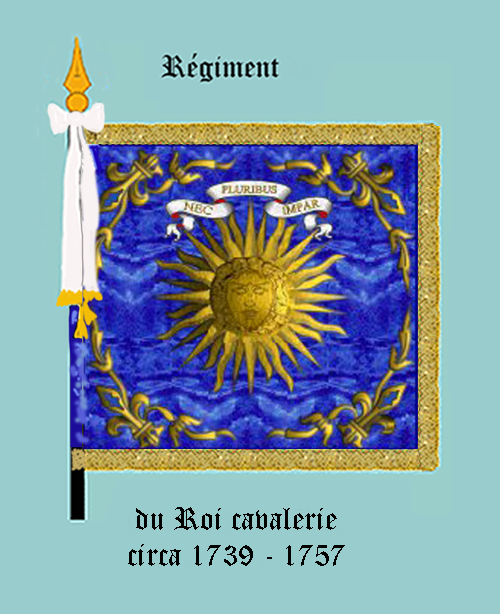
Vorderseite von 1739 bis zum Beginn des Siebenjährigen Krieges
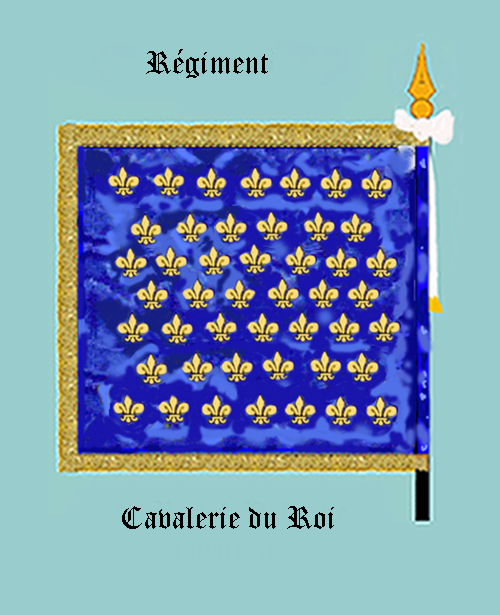
Rückseite bis zum Beginn des Siebenjährigen Krieges
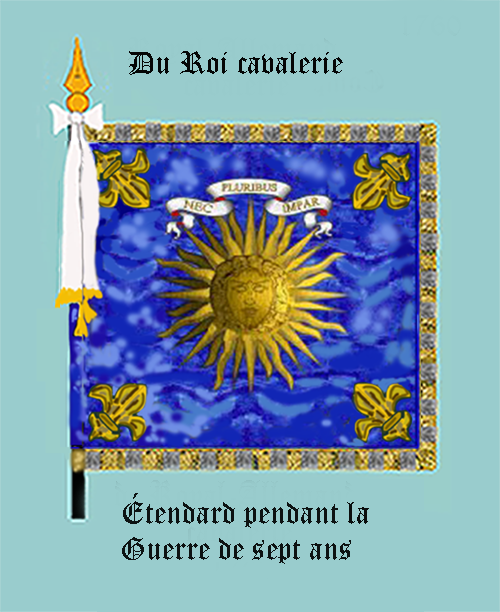
Vorderseite ab dem siebenjährigen Krieg